# PP-2000
El PP-2000 es un moderno subfusil compacto fabricado por la Oficina de Diseño de Instrumentos KBP. Fue expuesto al público por vez primera en Moscú durante la exhibición Interpolytech 2004, aunque su patente fue remitido en el 2001 y suministrado en el 2003.

## Descripción
El PP-2000 es un subfusil convencional accionado mediante retroceso de masas y pesa 1,5 kg estando descargado. Fue diseñado como arma de defensa personal y arma de combate a corta distancia, destinado a las unidades antidisturbios y las fuerzas de Operaciones Especiales. Ahora está disponible para las Fuerzas Armadas y unidades policiales de cualquier país del mundo.

## Características
El PP-2000 es el último desarrollo de la famosa Oficina de Diseño de Instrumentos KBP de Tula, Rusia. Hoy en día ya está en uso con algunos las unidades de la Federación Rusa (la Policía y la seguridad del Estado).
Como tal, es un arma compacta con el menor número de partes como sea posible para mejorar la fiabilidad, simplificar su mantenimiento y ser de bajo costo. Además, está diseñado para utilizar cartuchos 9 x 19 Parabellum de cualquier versión, así como el cartucho ruso 9 x 19 7N31 + P +. Cuando se carga con cartuchos 7N31, el PP-2000 ofrece una mayor penetración contra chalecos antibalas, capacidad comparable a la del FN P90 y el HK MP7, conservando al mismo tiempo el superior poder de parada del cartucho 9 x 19 Parabellum. 
Una característica inusual es la capacidad para almacenar un cargador de 44 cartuchos en un portacargador situado en la parte posterior del subfusil, el cual también funciona como culata plegable. También está disponible una culata plegable de alambre. Otra característica inusual de este subfusil es la falta de una palanca de carga. En su lugar, se debe coger la parte expuesta del portacerrojo que se encuentra sobre la parte delantera del arma.

## Diseño
Su cajón de mecanismos es una pieza maciza de polímero con pistolete y gatillo. El guardamonte es amplio y su parte delantera sirve al mismo tiempo como empuñadura frontal. El seguro-selector de fuego está convenientemente situado en el lado izquierdo del cajón de mecanismos, sobre el pistolete. El PP-2000 está equipado con un mecanismo de puntería mecánico fijo y lleva montado sobre la parte superior de la cubierta del cajón de mecanismos un riel Picatinny (MIL-STD-1913). Esta arma utiliza diversos tipos de miras con punto rojo, las cuales son más adecuadas para el combate.
El PP-2000 es un arma moderna, destinada a producir una alta densidad de fuego a corto alcance. Tiene una cadencia de fuego óptima y su ergonomía ayuda a controlarlo al disparar en modo automático, aumentado su desempeño y precisión. Gracias a su porta-cargador trasero plegable, que sirve como culata, tiene posibilidad de llevar más balas. El amplio uso de plásticos de alta resistencia le permite reducir su peso y aumentar su resistencia a la corrosión. Además puede montar diversos accesorios con ayuda de su riel, así como emplear un silenciador. 

## Armas similares
- FN P90
- HK MP7
- TDI Vector
- ST Kinetics CPW
- Brügger & Thomet MP9
- Steyr TMP